# Александра Иосифовна
Великая княгиня Алекса́ндра Ио́сифовна, урождённая Александра Фридерика Генриетта Паулина Марианна Елизавета Саксен-Альтенбургская (26 июня (8 июля) 1830, Альтенбург — 23 июня (6 июля) 1911, Санкт-Петербург) — эрнестинская принцесса, супруга великого князя Константина Николаевича, своего троюродного брата. Шеф 6-го драгунского Глуховского своего имени полка (с 1849 года).

## Биография
Пятая (младшая) дочь герцога Иосифа Фридриха Саксен-Альтенбургского (1789—1868) и принцессы Амалии Терезы Вюртембергской (1799—1848). Полное имя — Александра Фридерика Генриетта Паулина Марианна Елизавета.

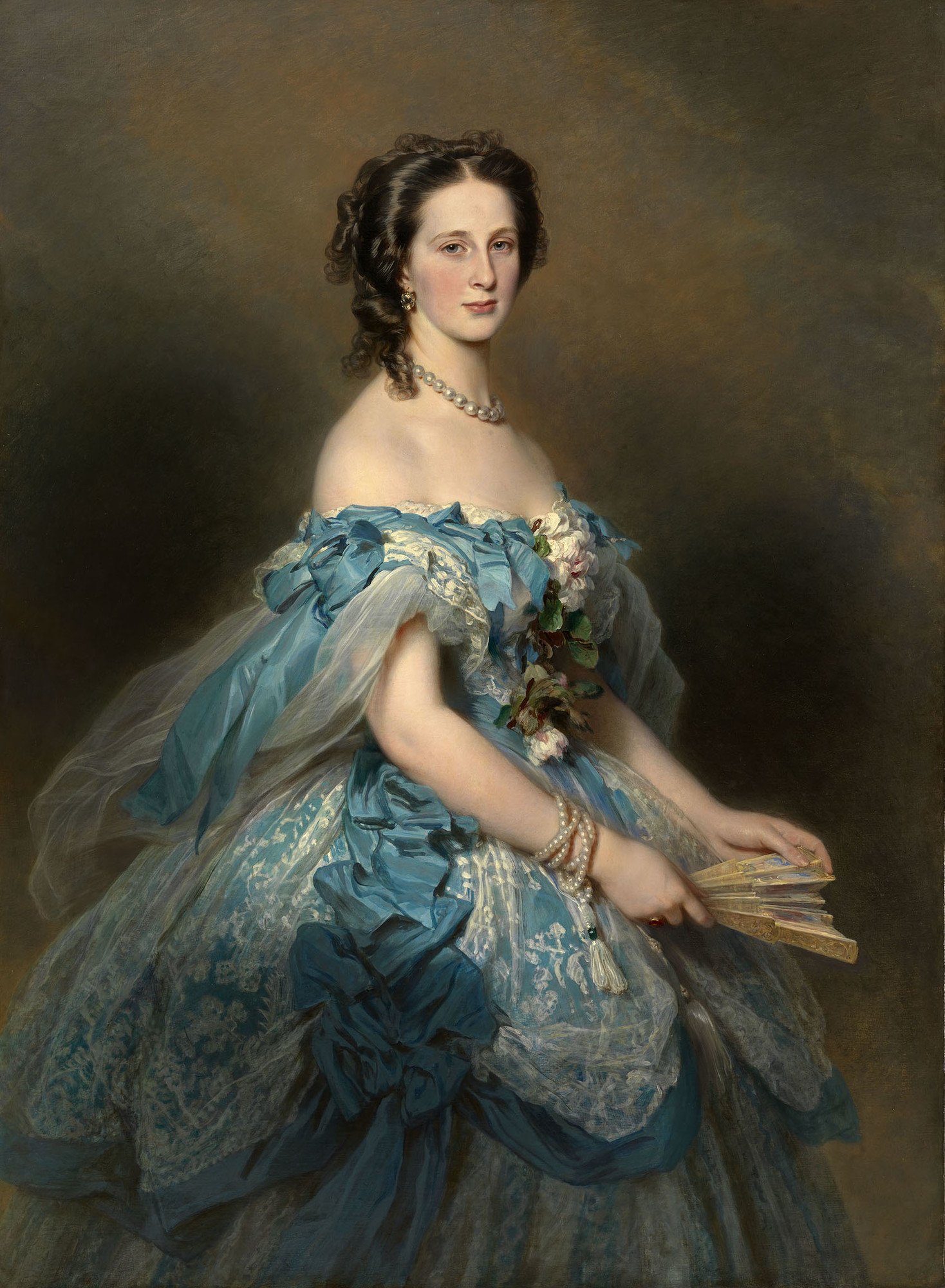
Александра Иосифовна, портрет кисти Винтерхальтера

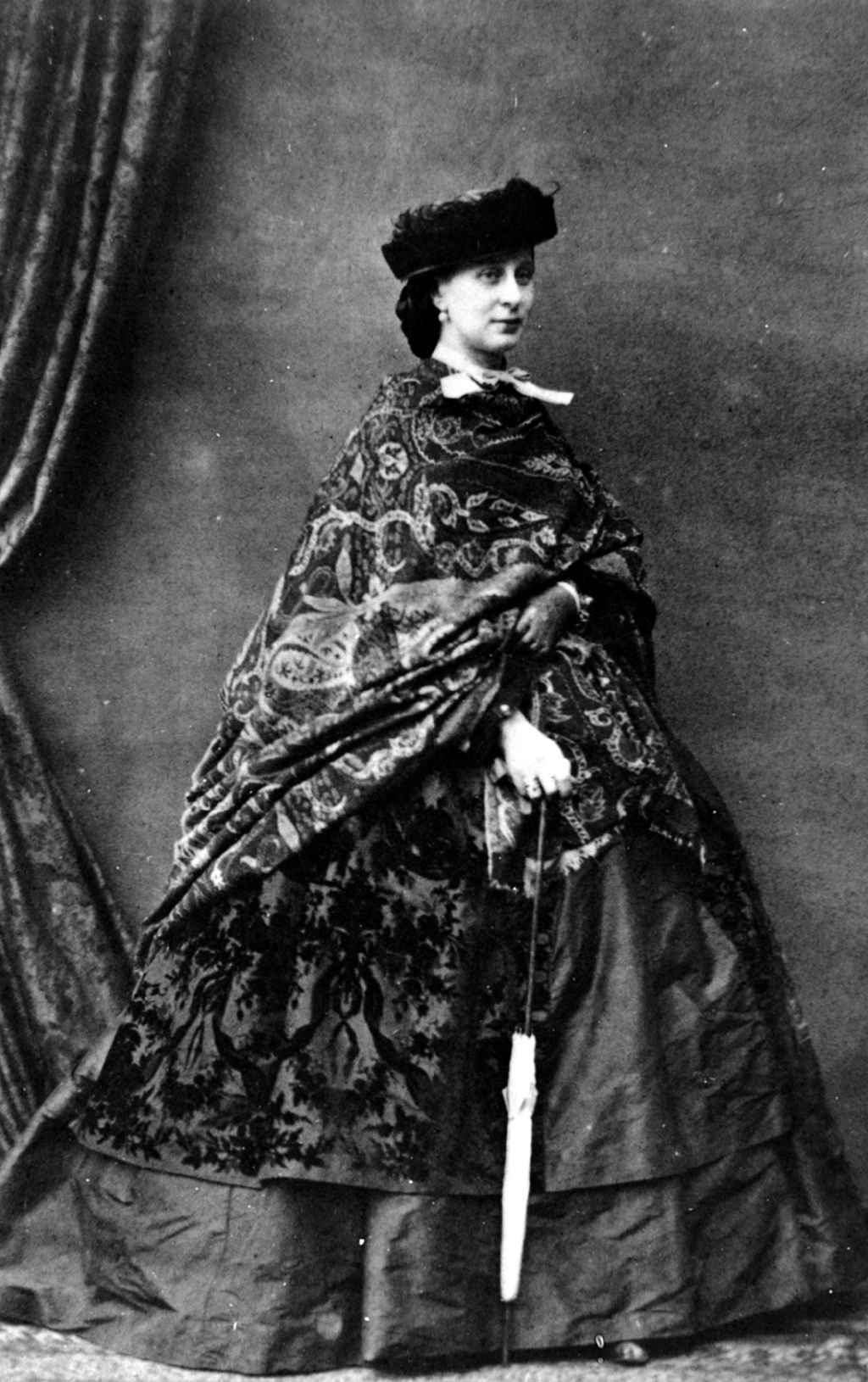
Великая княгиня Александра Иосифовна. 1861 г.

Познакомилась с великим князем Константином Николаевичем, когда он приехал в Германию на свадьбу своей сестры Ольги Николаевны. Константин был страстно влюблён в неё, написав родителям: «Она или никто». В октябре 1847 года приехала в Россию. В феврале 1848 года перешла в православие. 30 августа (11 сентября) 1848 состоялась свадьба в Зимнем дворце. Супруги были троюродными братом и сестрой. Семья жила в Павловске, Стрельне и Мраморном дворце.
Александру Иосифовну по праву считали одной из придворных красавиц. Огромные голубые глаза, рыже-золотистые волосы, прямой нос и красивый рот — так выглядела молодая великая княгиня. Красота и элегантность девушки произвели впечатление на императора Николая I, известного ценителя женской красоты. Вот только интеллектом она не блистала, хотя пользовалась большим уважением всех четырёх императоров, при которых ей довелось жить в России. В семейном кругу её называли «тётя Санни».
Она много занималась детьми-бродягами. Учредила Столичный совет детских приютов. Долгое время руководила делами Императорского Русского музыкального общества.
К концу жизни Александра Иосифовна почти ослепла. С 1903 года она безвыездно жила в Мраморном
дворце, там и скончалась 23 июня (6 июля) 1911 года.
В России Александра Иосифовна прожила 64 года, была хранительницей традиций семьи Романовых и строгого придворного этикета. До последних дней великая княгиня пользовалась почётом и уважением.
Великую княгиню Александру Иосифовну, любимую невестку Николая I, согласно её желанию похоронили в великокняжеской усыпальнице Петропавловской крепости рядом с супругом (останки которого были перенесены в построенную в 1908 г. усыпальницу из Петропавловского собора).

## Семейные трагедии

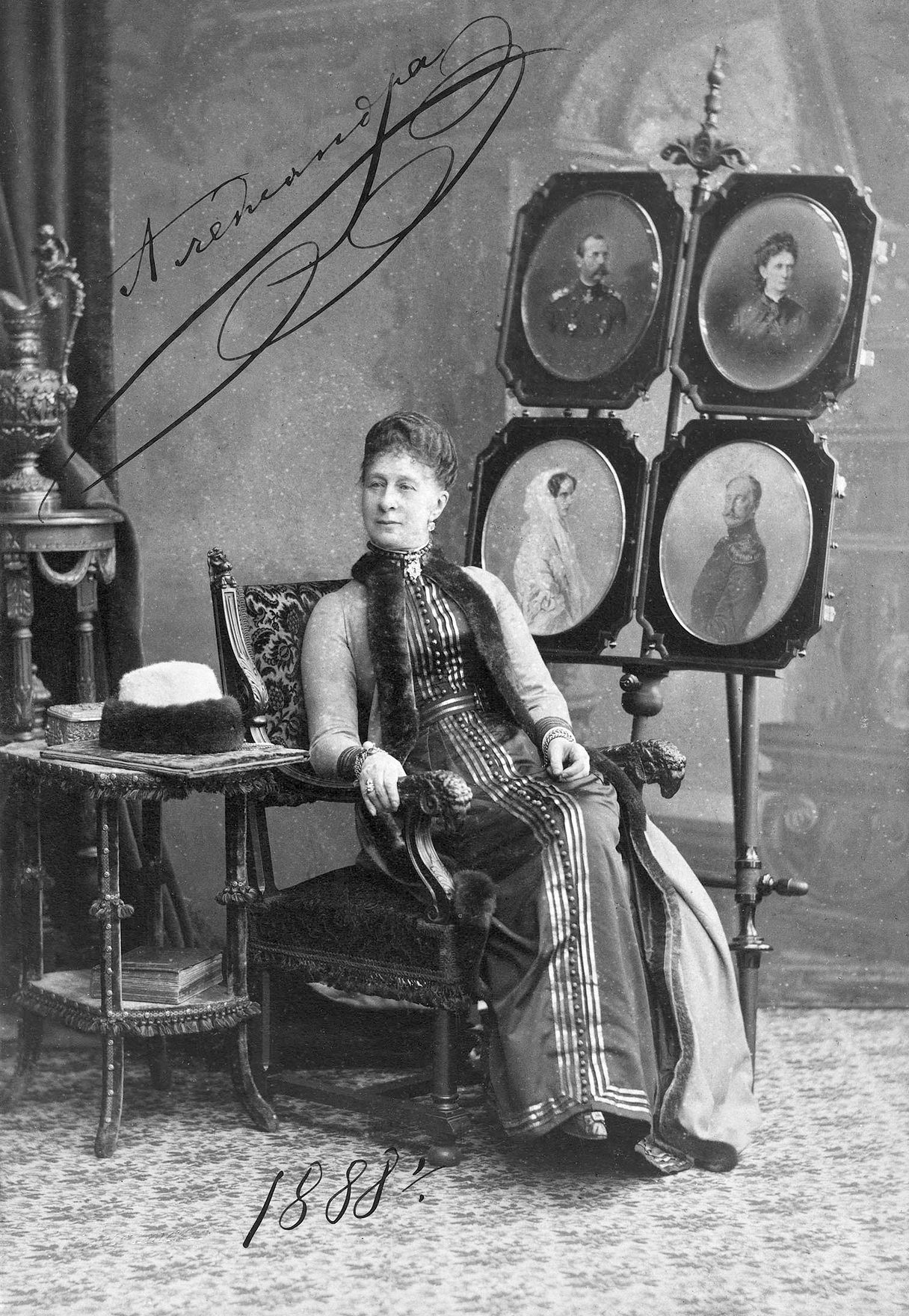
В.к. Александра Иосифовна с портретами императорской семьи. 1888 г.

Александра Иосифовна была склонна к мистицизму и увлекалась столоверчением. Под воздействием своей фрейлины Марии Анненковой великая княгиня, по утверждению фрейлины А. Ф. Тютчевой, «так много и так часто повторяла свои магнетические опыты, что кончила тем, что с ней сделался выкидыш, и она чуть не сошла с ума».
В апреле 1874 года старший сын, великий князь Николай, за кражу драгоценных камней из оклада иконы Богородицы, подаренной Александре Иосифовне в день свадьбы императором Николаем I и считавшейся фамильной ценностью, был объявлен невменяемым и навсегда выслан из Санкт-Петербурга.
После скандальной истории со старшим сыном великая княгиня долго не могла прийти в себя. Она верила, что икона охраняет её очаг, и опасалась за будущее. Страхи Александры Иосифовны подтвердились, её семейное счастье вскоре кончилось.
В возрасте 16 лет от менингита умер младший сын Александры Иосифовны — Вячеслав. Обладая высоким ростом, он как-то в шутку сказал, что когда умрёт, его гроб застрянет в дверях Мраморного дворца. Так оно и случилось в 1879 году.
Через тридцать лет замужества Санни поняла, что искренне любивший муж теперь не питает к ней никаких чувств. Великий князь давно имел связь с танцовщицей петербургского Большого театра Анной Васильевной Кузнецовой (1844—1922) и имел от неё 5 детей. Константин Николаевич представлял свою фаворитку знакомым со словами: «В Петербурге у меня казённая жена, а здесь — законная!». Супруг сам рассказал об этом Александре Иосифовне и призвал «соблюдать приличия». Император Александр III относился к поведению «дяди Коко» резко отрицательно.
Александра Иосифовна оставила Петербург и переехала в Павловск, где коротала безрадостные дни. В столицу она приезжала лишь зимой. Свою любовь к неверному супругу она сохранила до конца дней.
В 1889 году Константина Николаевича хватил удар: у него отнялись правая рука и нога, и он почти потерял дар речи. В таком состоянии он прожил ещё несколько лет. Александра Иосифовна в качестве сиделки неотлучно находилась при нём — свой долг она исполнила до конца.

## Музыка
Александра Иосифовна любила музицировать, сочиняя марши, и вообще очень любила музыку. Она проводила блестящие музыкальные вечера. Иоганн Штраус даже посвятил ей вальс «Великой княгине Александре» и кадриль «Терраса Стрельны» — так он был вдохновлён встречей с великой княгиней Александрой Иосифовной.

## Дети

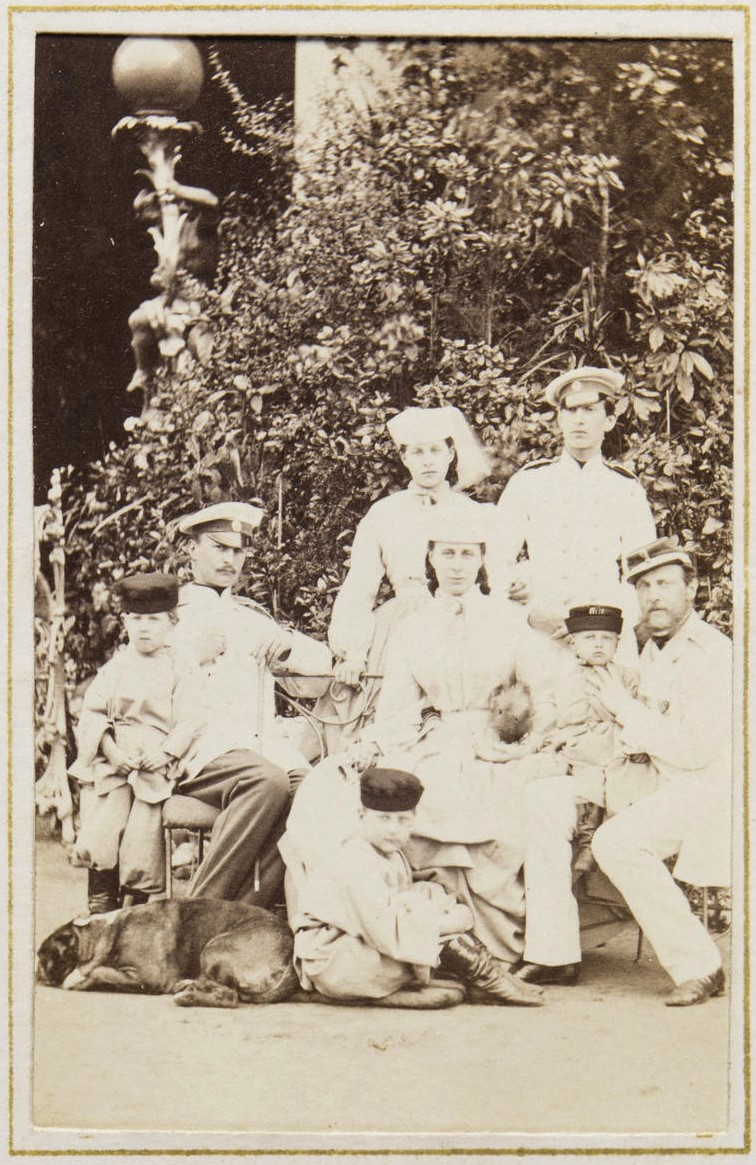
Фото с детьми

У Константина Николаевича и Александры Иосифовны родилось 6 детей:
1. Николай Константинович (2 февраля 1850 — 14 января 1918)
2. Ольга Константиновна (22 августа 1851—1926), Королева Эллинов, муж — греческий король Георг I
3. Вера Константиновна (4 февраля 1854—1912; муж — Вильгельм Евгений, герцог Вюртембергский)
4. Константин Константинович (10 августа 1858—1915; жена — Елизавета Маврикиевна, принцесса Саксен-Альтенбургская)
5. Дмитрий Константинович (1 июня 1860—1919)
6. Вячеслав Константинович (1 июля 1862—1879)